# Runensteine der Ålum Kirke
Die vier Runensteine der Ålum Kirke stehen südlich des Gl. Viborgvej, etwa 14 km westlich von Randers im dänischen Jütland. Außerhalb der Kirche stehen die beiden größten Runensteine und in der Vorhalle stehen zwei weitere. Sie standen wahrscheinlich ursprünglich auf Hügeln oder entlang der alten Straßen. Die Kirche von Ålum liegt in einem fruchtbaren Tal, das Randers mit Viborg verbindet. Das Gebiet ist reich an Relikten aus verschiedenen Zeiten.

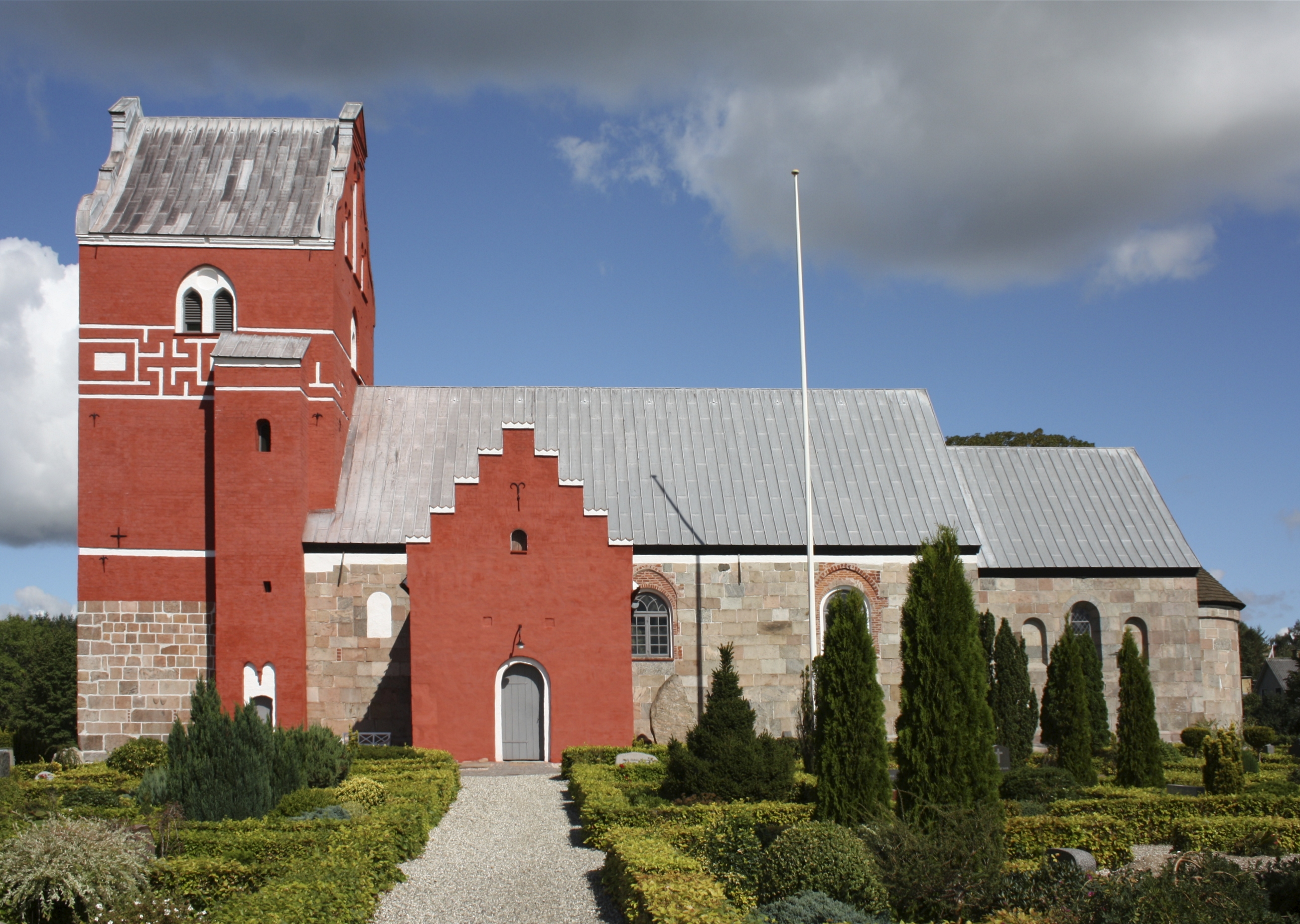
Die Ålum Kirche – einer der Runensteine ist rechts vom Vorbau erkennbar

## Die Steine
Alle vier Steine werden anhand des Runentyps auf die zwischen 970 und 1020 datiert. Sie wurden in und bei der um 1200 aus Quadersteinen errichteten romanischen Kirche von Ålum gefunden. Im 16. Jahrhundert wurde das Gebäude um den Westturm und das Waffenhaus vor dem Südportal größtenteils aus Backsteinen im Klosterformat ergänzt.

Runensteine der Ålum Kirke
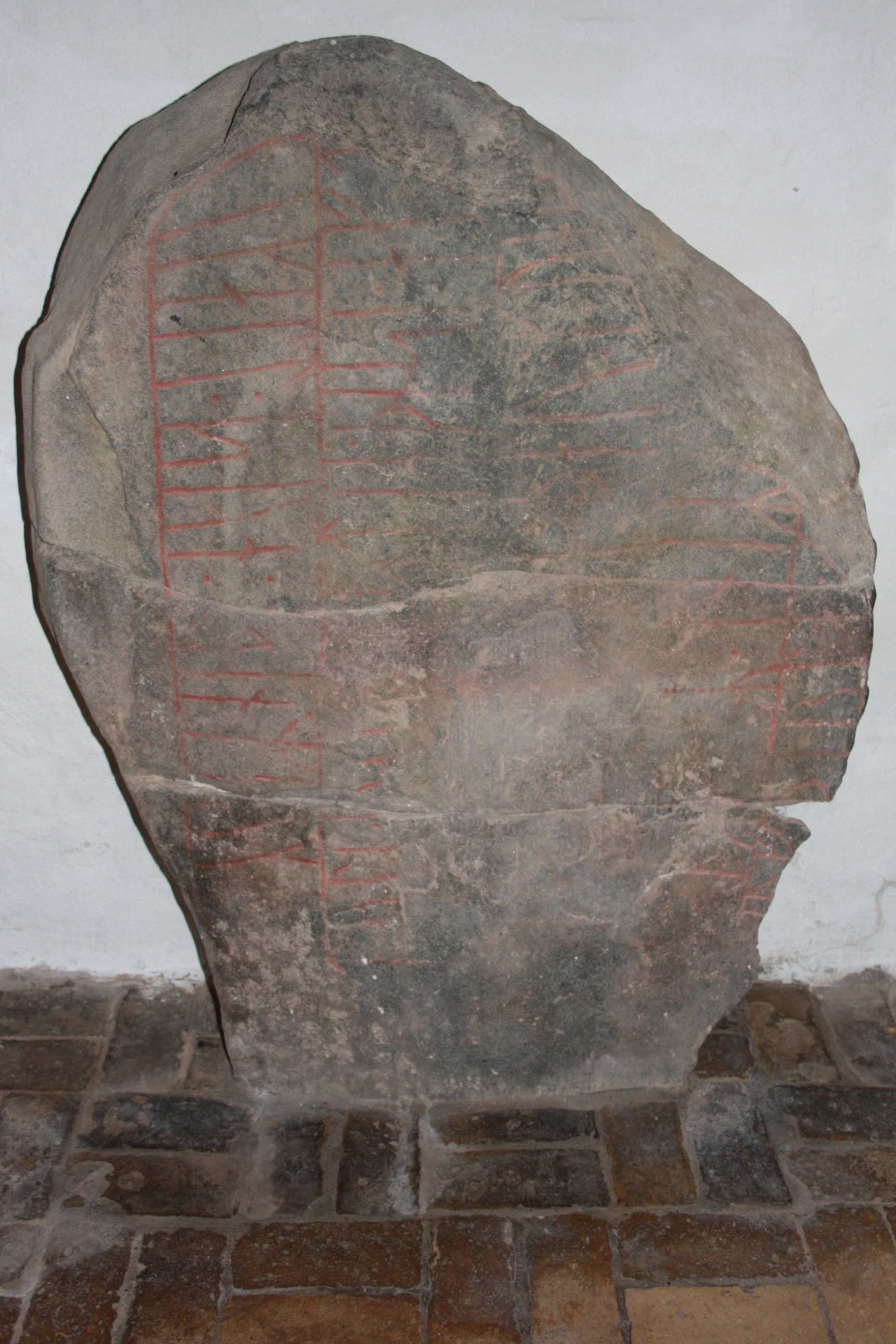
Beschädigter Ålum-sten 1 im Karnhaus
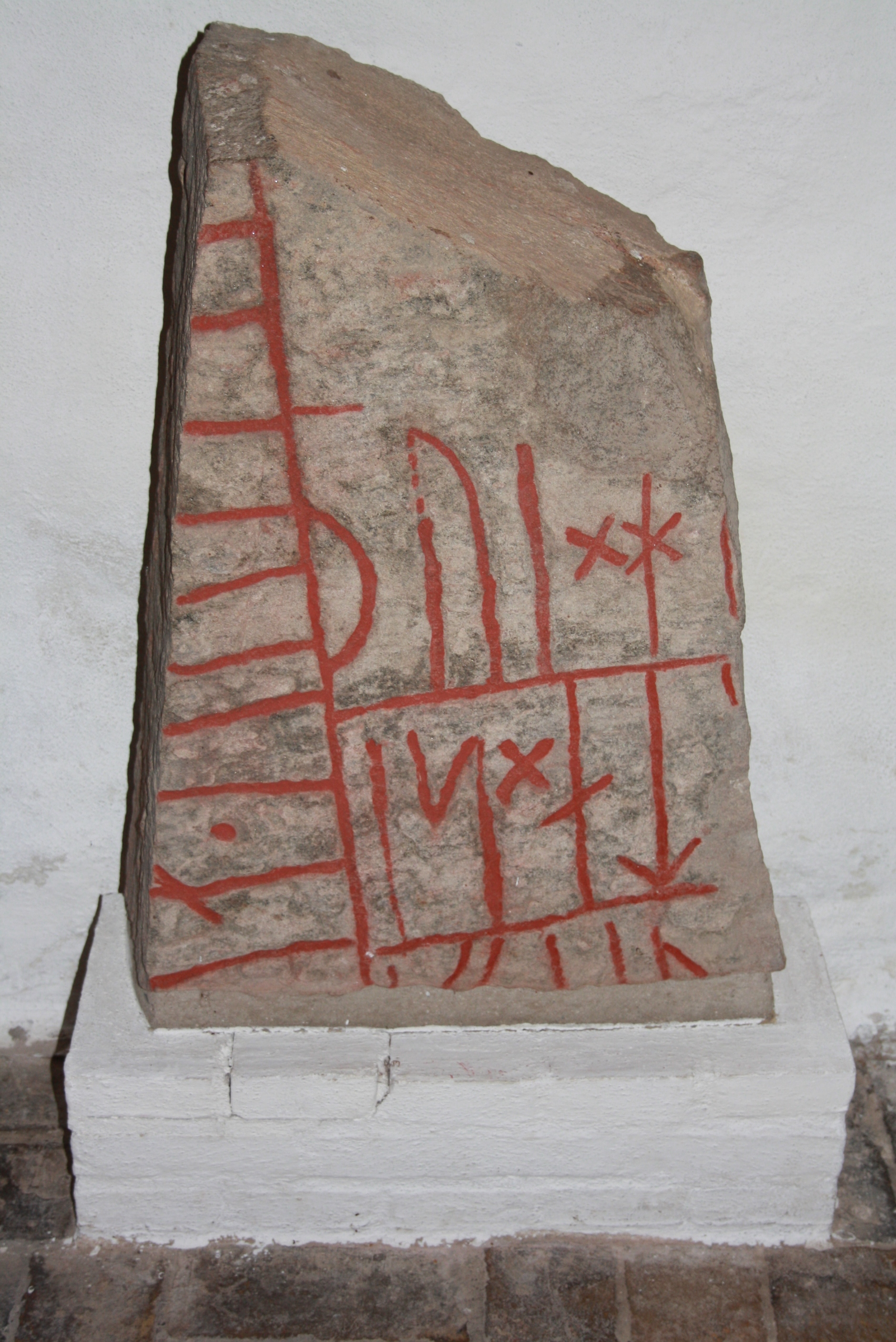
Fragment Ålum-sten 2
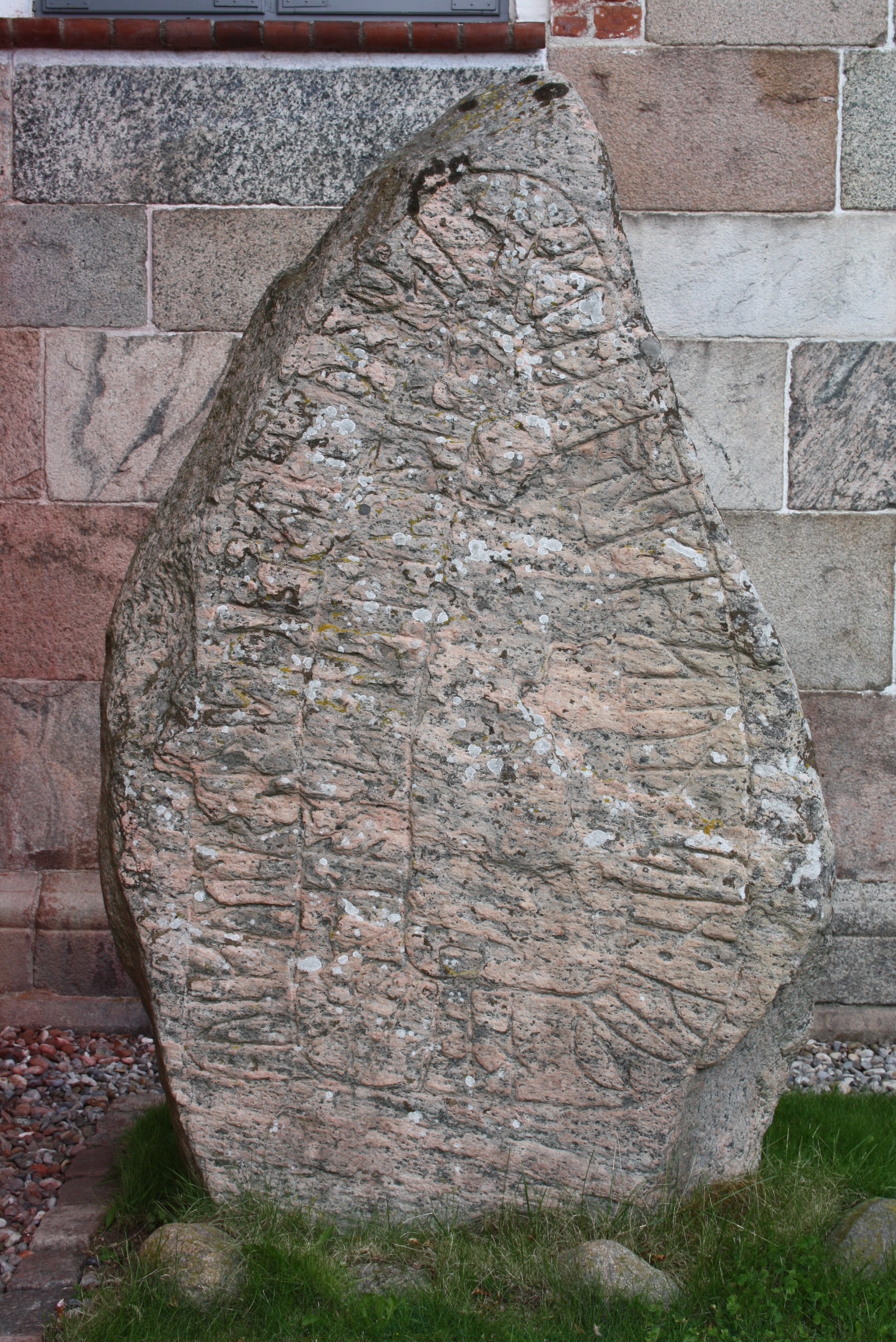
Runenstein mit Reiterbild (Ålum-sten 3)
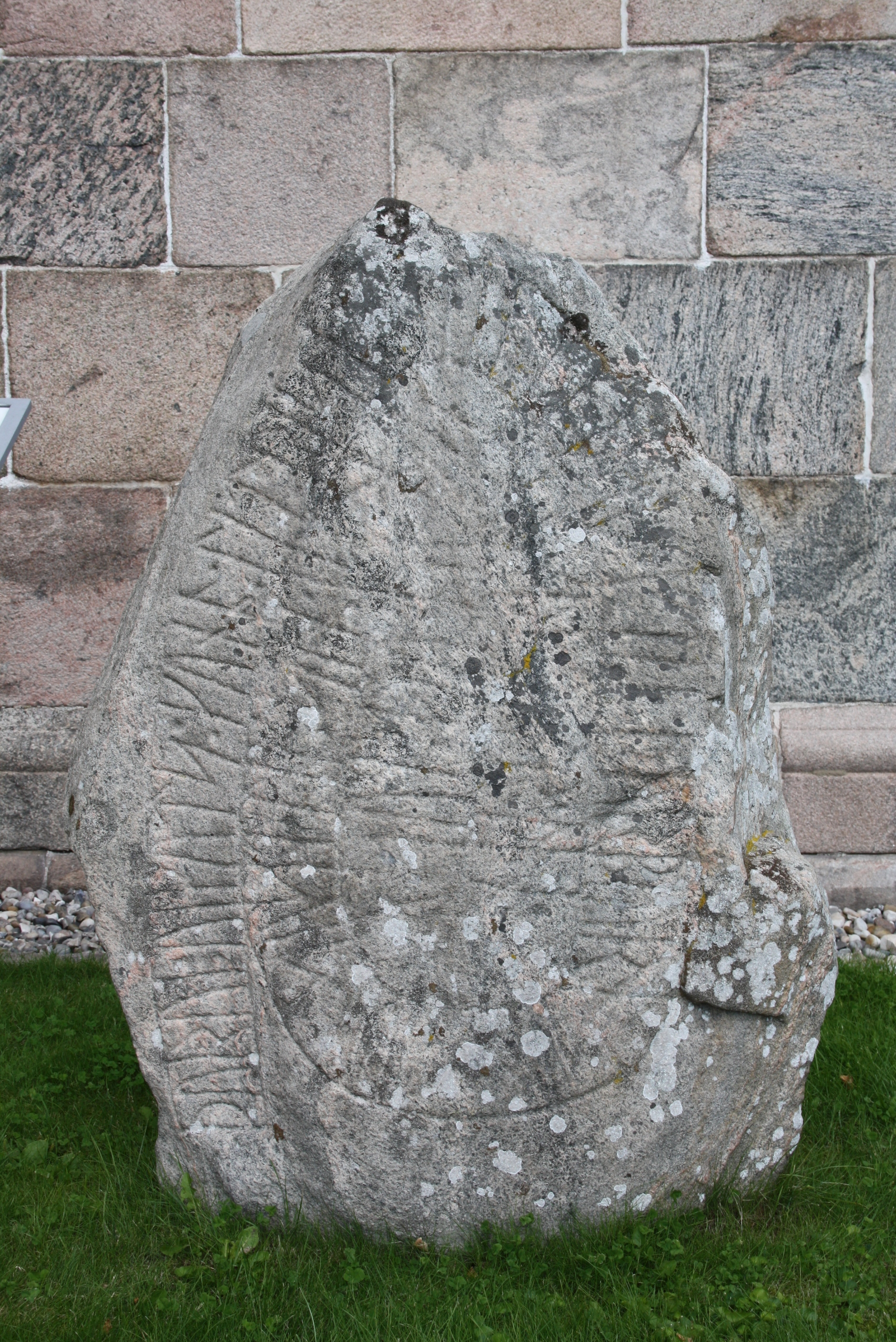
Ålum-sten 4 vor der Kirche

### Ålum-sten 1
Die Runensteine in der Vorhalle der Kirche, dem Waffenhaus, wurden in der Kirche gefunden. Auf dem großen Stein (Ålum-sten 1 / MJy 37) lautet der Text:
Tōli rēs[þ]i stēn þæssi æft Ingiald, sun sinn, miǫk gō[ðan dræn]g. Þǿ munu minni ..., auf Deutsch: "Tole setzte diesen Stein nach seinem Sohn Ingeld, ein sehr edler Junge. Dieses Denkmal wird ...."
Der Stein wurde als Baumaterial für das Waffenhaus verwendet und dafür in drei Teile gespaltet. Dabei splitterten Teile ab, wodurch der Text beschädigt wurde und das Ende verlorenging. Interessant ist das (teilweise rekonstruierte) Wort drengr, das im modernen Dänisch für Junge steht. In der Wikingerzeit ist es eine Bezeichnung für einen erwachsenen Mann – oft einen Krieger – und einige andere Runenschriften gebrauchen nur "Junge" für einen Krieger, der in der Fremde fiel.

### Ålum-sten 2
Der zweite Runenstein in der Vorhalle (Ålum-sten 2 / MJy 38) ist das Bruchstück eines größeren Steins, der 1843 unter dem Sockel der Vorhalle gefunden und 1879 geborgen wurde.  Die verbliebenen Runen sind als ".-a : (r)(u)----... | f-(i)(ą)... | ...-ta : si | þui : h-." entziffert und bisher nicht zu übersetzen.

### Ålum-sten 3
Der größte, leicht rötliche und etwas mehr als zwei Meter hohe Runenstein vor der Kirche (Ålum-sten 3 / MJy 39) ist von größtem Interesse, weil er auf der Rückseite eine stilisierte Reiterfigur trägt. Dieses Bild führte im Jahre 1890 zu seiner Entdeckung, denn der Runenstein lag mit der Inschrift nach unten unterhalb des Kirchenhügels. Der Text in einem Schlangenband lautet:
Vīgotr rēsþi stēn þannsi æftiR Ǣsgi, sun sinn. Guð hialpi hans sēlu vel., auf Deutsch etwa: "Vigot setzte diesen Stein nach seinem Sohn Esge, Gott helfe seiner Seele gut".
Das zeigt, dass der Runenstein in der späten Wikingerzeit entstand, in der das Christentum allmählich Einfluss in Dänemark gewann. Das Reiterbild auf der Rückseite hat keine Verbindung mit dem Text.

### Ålum-sten 4
Auf dem etwas kleineren, grauen Stein, der auf dem Friedhof gefunden wurde und außerhalb der Kirche aufgestellt ist (Ålum-sten 4 / MJy 40), lautet der Text im Schlangenband:
Þōrvī, Vīgots kona, lēt rēsa stēn þannsi æftiR Þōrbiorn, sun Sibbu, systling sinn, es hōn hugði bætr þan svāsum syni, auf Deutsch übertragen: "Tyra, Vigots Frau ließ diesen Stein setzen nach Thorbjørn, den Sohn ihrer Verwandten Sibbe, den sie lieber hatte, als wenn er ihr eigener Sohn gewesen wäre."
Der wiederkehrende Name Vigot macht es wahrscheinlich, dass die beiden Runensteine Ålum-sten 3 und 4 der gleichen Familie zuzuschreiben sind. Die Runentexte sind in Design und Stil nahezu identisch.

## Umgebung
Bei der nahegelegenen Kirche von Skjern, fünf Kilometer westlich von Ålum, sind zwei weitere schöne Runensteine aus der Wikingerzeit zu sehen.